# Eva Lubbers
Eva Lubbers (* 6. Februar 1992 in Uithoorn) ist eine ehemalige niederländische Leichtathletin jamaikanischer Herkunft, die sich auf den Sprint spezialisiert hat. Ihren größten Erfolg feierte sie mit dem Gewinn der Silbermedaille in der 4-mal-100-Meter-Staffel bei den Europameisterschaften 2012 in Helsinki.

## Sportliche Laufbahn
Erste internationale Erfahrungen sammelte Eva Lubbers beim Europäischen Olympischen Jugendfestival (EYOF) 2009 in Tampere, bei dem sie in 24,55 s den vierten Platz im 200-Meter-Lauf belegte und mit der niederländischen 4-mal-100-Meter-Staffel im Finale nicht ins Ziel kam. Im Jahr darauf gewann sie mit der Staffel bei den Juniorenweltmeisterschaften im kanadischen Moncton in 44,09 s die Bronzemedaille und 2011 schied sie bei den Junioreneuropameisterschaften in Tallinn mit 24,44 s im Vorlauf über 200 Meter aus und wurde mit der Staffel in  der Vorrunde disqualifiziert. Im Jahr darauf gewann sie bei den Europameisterschaften in Helsinki in 42,80 s gemeinsam mit Kadene Vassell, Dafne Schippers und Jamile Samuel die Silbermedaille hinter dem deutschen Team und anschließend gelangte sie bei den Olympischen Sommerspielen in London mit 42,70 s im Finale auf den siebten Platz. 2013 beendete sie dann ihre aktive sportliche Karriere im Alter von nur 21 Jahren.

## Persönliche Bestleistungen
- 100 Meter: 11,58 s (+1,7 m/s), 12. Mai 2012 in Hoorn
- 200 Meter: 23,51 s (−0,6 m/s), 2. Juni 2012 in Genf